# A csendárus
A csendárus Pintér Tamás novelláskötetet, amely 1988-ban jelent meg a Szépirodalmi Könyvkiadó gondozásában, 1550 példányban. Tizennyolc elbeszélés található benne.

## Elbeszélések
- Közbenjárás egy befolyásos személynél – Ág Erik kutató túlságosan tisztességes, ezért hivatali főnökei megpróbálják „kicsinálni”. Volt osztálytársa, Pincés, egy másik osztálytársukhoz, a magas beosztású, feltehetően pártfunkcionárius Finta Simonhoz fordul, hátha ő tud és akar segíteni. Egy étteremben találkoznak, ahol a találkozó hangulata fokozatosan elromlik, ahogy Pincés elmeséli Ág történetét, és emlékezteti Fintát, milyen sokat segített neki osztálytársuk annak idején. Finta dodonai választ ad a segítségkérésre. Mielőtt elmegy, titokban kifizeti a számlát, mintegy letudva a segítségnyújtást. Az Új Tükör 1984. július 29-ei számában jelent meg.[2][3]
- Vágyrajáró – Egy frissen elvált író szenved a szomorúságtól, tehetetlenségtől, ürességtől a neki kijelölt fél szobában. Elkeseredettségében az öngyilkosság gondolata is megfordul a fejében. Amikor megjelenik a fia, a helyzet megváltozik, és visszatér az életkedve. Pintér Tamás a saját válása utáni gondolatait írta meg, a novellát a fiának ajánlotta.[4] Az Új Tükör közölte 1979. október 14-én.[5]
- Köszöntjük az Univerzálban – Jakab Adorján véletlenül belekeveredik az Univerzál Áruház megnyitójára érkező tömegbe, amely besodorja a bevásárlóközpontba. Egy ideig ellenkezik, megpróbálja a kijáratot megkeresni, de végül maga is beleolvad az arctalan tömegbe. Nyomtatásban 1977. február 26-án látott napvilágot az Élet és Irodalomban.[6][7]
- Példamondatok – A novella 1957 nyarán, a börtönben játszódik, két szereplője van, egy halálraítélt, aki elkerülhetetlen végzete ellenére is franciául tanul, valamint a rá vigyázó őr, aki képtelen megérteni, miért teszi ezt.[8] Pintér Tamás 1992-ben a Széchenyi Társaság színműpályázatára átdolgozta az elbeszélést, amelynek címe a Példamondatok – közjáték börtönben lett. A színmű első díjat kapott. A darabot a pályázatot kiíró társaság saját kiadásban megjelentette.[9][8] Először a Kortárs 1976. augusztusi számában látott napvilágot.[10] 1976. augusztus 28-án rádiónovellaként hangzott el.[11] 1978. márciusban eszperantó nyelven is megjelent Frazmodeloj címmel a Hungara Vivóban.[12]
- A férfi neve: Daniló – A gyár a miniszter látogatására készül. Daniló Ede gyári munkás, akit elhagyott a felesége és egyedül neveli négy gyerekét, a szakszervezeti irodába megy, hogy támogatást kérjen. Az adminisztrátor azt javasolja, írjon kérvényt. Daniló visszamegy a gépéhez, amelynek környékét nem volt hajlandó rendbe rakni a politikus látogatására. A miniszter – volt munkás – kiszúrja ezt, és beszédbe elegyedik Danilóval, mert tetszik neki a férfi magatartása. Daniló elpanaszolja, hogy gyakran kihasználják, „verébnek nézik”. A miniszter arra biztatja, hogy ne hagyja magát. Négy nap múlva a munkás a szakszervezeti irodába megy ismét. A titkárnő közli vele, hogy a pénzt megkapja, meg is mutatja a borítékot, de hiányzik még egy aláírás. Daniló még aznap szeretné átvenni a segélyt, de a titkár, akinek engedélyeznie kellene, csak másnap ér rá. Úgy dönt, többé „nem lesz veréb”, és titokban elteszi a borítékot.[13] Először az Élet és Irodalom 1976. július 17-ei számában jelent meg.[14] 1977 júniusában angolul látott napvilágot a The New Hungarian Quarterlyben My name is Danilo címmel.[15] Később A munkás öröme pénzhulláskor címmel, némileg átdolgozva jelent meg  A megfigyelő című kötetben.[16]
- Válaszok boltja – A Válaszok boltjának számítógépe mindenre tudja a választ, kivéve arra, hogy mi a boldogság. Először a Tolna Megyei Népújságban jelent meg 1979. január 7-én.[17][18]
- Izgalmas nővérek – Ironikus írás az egészségügyben uralkodó érzéketlenségről és pénzsóvárságról két ápolónő szemszögéből. Először az Élet és Irodalom 1979. szeptember 1-jei számában jelent meg.[19][20]
- Egy keménykalap megy az utcán – Egy fiatal sofőr Doriszt, a magas beosztású nőt fuvarozza. Mivel hosszabb ideig kell várnia rá, hazaugrik apjához, majd elindul a nőért. Útközben egy teherautó leszorítja, és a szolgálati autó lerobban. Taxival siet Doriszhoz, mert tudja, hogy a nő várni fogja. Dorisz őt is magával viszi, célja egyértelmű. A Nők Lapja közölte 1976. május 29-én, akkor még A magáé vagyok címmel.[21][22]
- Zöld özvegyek – Két gazdag, férje által elhanyagolt nő napozik egy villa kertjében. A két nő lerészegedik, és egy pillanatra mintha vágyat éreznének egymás iránt, de megriadnak a lehetőségtől. Először 1987. január 11-én az Új Tükörben látott napvilágot. A történet magját a szerző Jó a kutyáknak címmel írta meg, az a változat az Élet és Irodalomban jelent meg 1970. június 20-án.[23][24]
- Egyszerű tulipános háromszög – [25]
- Békés terrorista – [26] Először az Új Tükör közölte 1982. február 14-én.[27]
- Egy legyet két csapásra – Takács Viktor sofőr azzal a hírrel érkezik haza, hogy az általa rendkívül tisztelt főnöke elbocsátotta. Panaszkodik a feleségének, el sem tudja képzelni, mi történt vele. Az asszonyt nem érdeklik a sirámok, szembesíti Takácsot, hogy az elmúlt öt évben úgy ugrált, ahogy a főnöke akarta, vele és családjával egyáltalán nem foglalkozott. A veszekedés végén kiderül, hogy Takács a nőt is elvesztette, mert szeretője van.[28]  Először a Magyar Nemzet 1984. április 14-ei számában jelent meg.[29] A novella eredetije Lázár kirúgatása címmel jelent meg az Élet és Irodalom 1973. június 30-ai számában, a szerző ezt dolgozta át a kötetben szereplő változatra.[30]
- Vendég jön a kilencedik emeleti ablakon át – Szatirikus írás a lakótelepi házak minőségéről, amely azzal kezdődik, hogy az íróhoz szinte barátként lép be az ablakon Flórián, aki a ház szigetelésén dolgozik. Beszélgetésük során kiderül, hogy már tavaly is felállványozták a házat, de nem sikerült megoldani a beázásokat. Flórián szerint az építők „mocsok, vandál” munkát végeztek. Flórián sem hisz igazában a munka sikerében, még a modern technika ellenére sem, mert így búcsúzikː „Még találkozunk”. Az írást 1975. szeptember 20-án az Élet és Irodalom közölte, akkor még Ablakjáró Flórián címmel.[31][32]
- Tehetnek egy szívességet a trombitásnak – Garas Jácint hivatalnokot őrizetbe veszik a rendőrök, mert elvesztett személyi igazolványával egy szélhámos idős embereket károsított meg. Néhány nap múlva tisztázódik az ügye, és szabadon engedik. Amikor hazaér, költözés közben találja feleségét, aki az anyja áskálódása és a lakótelepi ellenséges hangulat miatt akarja elhagyni „gyanús” férjét. A nő azonban azonnal letesz szándékáról, amikor kiderül, hogy férje egy kisebb lottónyeremény birtokosa, amelyet addig titokban tartott egy lakáscserére készülve. Garas Jácint mellett csak a fia tart ki mindvégig.[33]  Az elbeszélés a Palócföld 1984. évi negyedik számában jelent meg.[34][33]
- A csendárus – Először az Élet és Irodalom 1978. október 21-ei számában látott napvilágot.[35][36]
- Naplemente reggeli fényben – A novella egy telefonbeszélgetés Tivadar és barátnője, Lill között. A nő a férfi szemére veti részegeskedését, azt, hogy produkálja magát a fiatalok előtt, miközben azok kinevetik és szexuális képességei is csökkentek. Az elbeszélés az öregedés kezdetének felismeréséről szól, arról az időszakról, amikor az emberek görcsösen szeretnének fiatalok maradni; erre utal a cím is. Első változata, Kezdődik, Pietro címmel, az Alföld 1968. májusi számában látott napvilágot.[37][38]
- Fáznak a hippik – Rendhagyó szerkezetű, riportszerű elbeszélés a Fekete Rózsák nevű hippitársaságról, amely beköltözik egy elhagyatott gyümölcsárusító bódéba.[39]  Először az Új Írásban jelent meg 1969 januárjában.[40][39] Az írás angol fordítását 1969. októberi számában – Then it started to get cold címmel – közölte a New York-i Atlas magazin.[41]
- Láncreakció –  A csak dialógusban megírt kisregény egy cellában játszódik. Valkó Imre vasutas új rabként érkezik, és a régi fogoly, Fekete kérdéseire elmeséli az őrizetbe vételéhez vezető utat. Elmondja, azért vitték be, mert a vasúti raktár felgyújtásával vádolják, amit a rendőrség annak tud be, hogy így akarta a hiányt eltüntetni. Történetéből kiderül, hosszú időn át senki által észre nem vett átlagemberként élt addig, amíg egy nap megmentette egy vonat utasait. Élete ekkor megváltozott, kitüntették, lakást kapott, állomásfőnöknek nevezték ki, ismert lett, ezt kihasználva megismerkedett egy nővel, aki miatt elhagyta feleségét. Boldog emberként élt, de idővel megkopott a népszerűsége, szeretője elhagyta, és élete is visszazökkent korábbi átlagos medrébe. A történetből, bár Valkó tagadja, kiderül: azért gyújtotta fel a raktárt, hogy azt eloltva ismét hőssé váljon.[42] A Láncreakció a Kortárs 1965 februári számában jelent meg, később helyet kapott az Opowiadan Wegierskich című 1967-es lengyel antológiában, és hangjátékként elhangzott a lengyel állami rádióban, valamint része volt a szerző első, Halálos twist című kötetének.[11][43]

## Fogadtatása

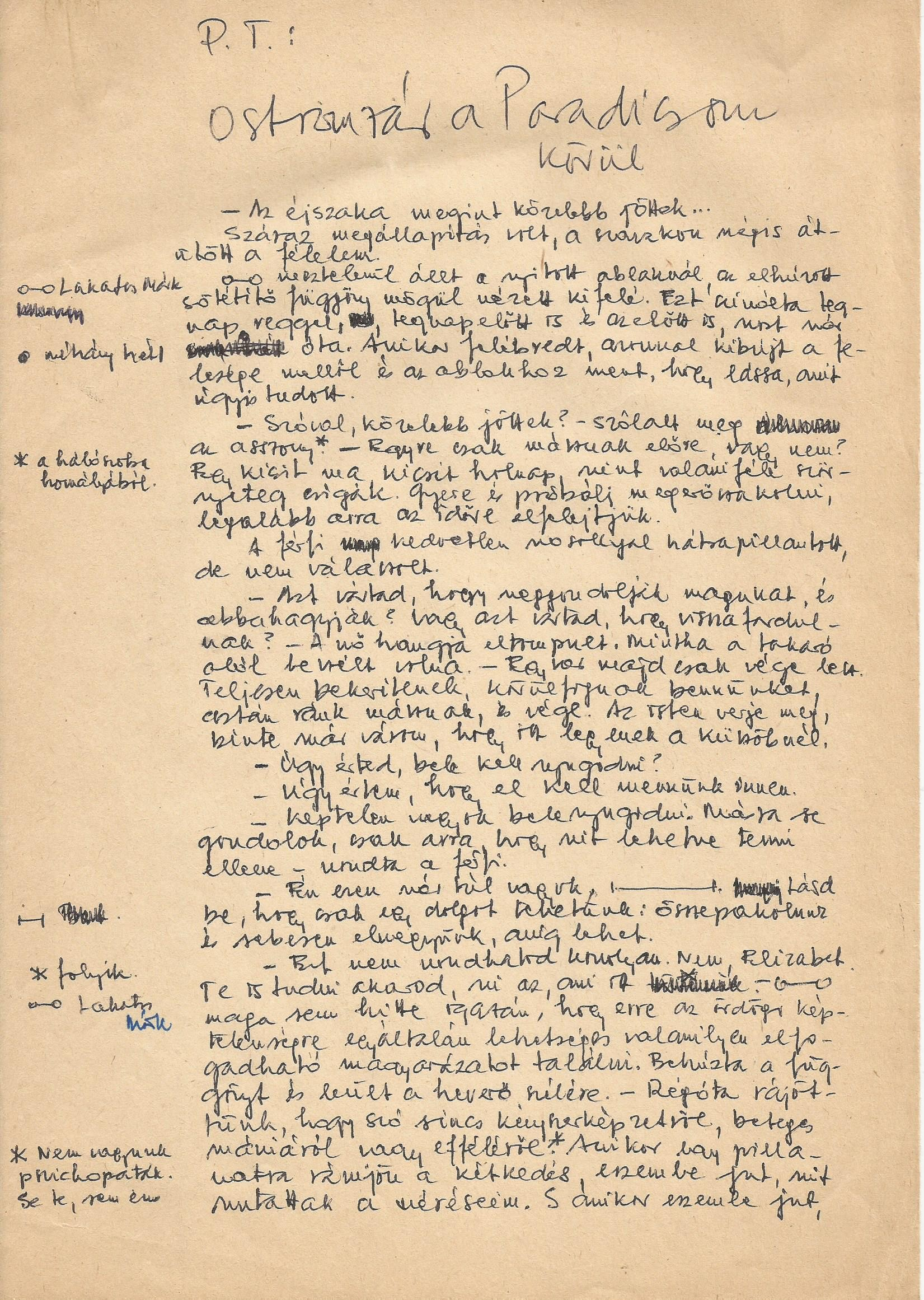
Az Ostromzár a Paradicsom körül kéziratának első oldala

„Ezeket a novellákat egy utcaközeli író írta, aki a bőrén, természetes reakcióin érzékeli mindazt, amit mindnyájan naponta átélünk, triviálisan, ismétlődően és tragikusan. Az író is az utca embere, nem is törekszik magasabb, elvontabb, időtlenebb világba. Csak a hallása jobb, mint az utca átlagos emberéé, magába fogad stílusokat, kiszólásokat, beszédmodort. Csak az arányérzéke jobb, mint az utca átlagos emberéé, mert beszédmodorból nagy gonddal stilizál mondatokat, ügyelve ritmusra és hangnemre, mert a mindennapos, szomorúan silány szituációkból arányosan szerkeszt drámai helyzeteket” – írta az Új Tükör 1988. február 28-ai számában Szász Imre.
A kritikus hozzátetteː Pintér Tamás novelláinak sajátossága, hogy csak a dráma lehetőségéig viszi el szereplőit, „ott ránk bízza, az utca többi emberére, hogyan oldanánk meg a helyzetet. Bár a maga megoldása felől sok kétséget nem hagy.”* 
Kőháti Zoltán az Esti Hírlapban azt írta, hogy Pintér Tamás „Sok mindent tud korunkról, a mai magyar társadalomról. Öregek és fiatalok, munkások, értelmiségiek, "vezető káderek" szerepelnek ittː kimondják vagy elhallgatják véleményüket, lázadoznak a sorsuk miatt, vagy beletörődnek mint megváltoztathatatlanba. S bár a megváltás továbbra is elmarad (egyik korábbi kötete utal erre), a kapcsolatmegóvás lehetőségére mindig számíthatunk.”
Nógrádi Gábor kritikájában úgy fogalmazott, hogy „A Csendárus című kötet valóságot és vágyat vegyítő freskó. A háttérben könnyed ecsetvonásokkal felrajzolt kis megalkuvások, csalások, árulások jelzik a köznapi tájat, a kép középpontjában viszont komor férfiak és tisztességesebb életre vágyó nők állnak, egymástól elkülönülve, homlokukon a magány bélyegével.”
Rónay László a Magyar Hírlapban azt írta, hogy Pintér Tamás „hősei keveset beszélnek, rendszerint sztereotípiákat mondanak. Közhelyeket. És azok irányítják életüket, gondolkodásukat is. Tőmondatokat dörmögnek, legyintenek, megfordulnak és eltűnnek a sokaságban. Talán keserűen sóhajtanak is, de ezt csak az író hallja, aki részvevő együttérzéssel követi tovább elesett hőseit, hátha megtörténik a csoda, s ráncos arcukon felfényült a mosoly.”
Horpácsi Sándor, a Műhelyben úgy fogalmazott, hogy „Pintér Tamás érti a dolgát, mint egy blazírt arccal, de élesen, a kellő helyen metsző sebész. (...) Megbízható, szolid történeteket mond el, azaz látleletet ad rosszkedvű évtizedünkről”. A kritikus szerint a novelláskötet rosszkedvű leltár. „Pintér nem kíméli sem önmagát, sem az olvasóját, s jól teszi. Becsületes írástudó nem tehet mást, mint leltárt készíteni abból, amit látott, megélt. Újságírói zsargonnal szólva „visszaigazolja” azt az általános rosszkedvet, és kissé már rezignált várakozást, amelyben ma az ország leledzik” – tette hozzá.